# Atletismo nos Jogos Pan-Americanos de 1987 - 200 m masculino
As provas dos 200 m masculino nos Jogos Pan-Americanos de 1987 foram realizadas em 12, 13 e 15 de agosto em Indianápolis, Estados Unidos.

## Medalhistas
| Ouro                           | Prata                      | Bronze                                  |
| Floyd Heard USA Estados Unidos | Robson da Silva BRA Brasil | Wallace Spearmon Sr. USA Estados Unidos |

## Resultados

### Eliminatórias
| Posição | Eliminatória | Nome                 | Nacionalidade                | Tempo | Notas |
| ------- | ------------ | -------------------- | ---------------------------- | ----- | ----- |
| 1       | 1            | Floyd Heard          | USA Estados Unidos           | 20.70 | Q     |
| 2       | 1            | Arnaldo da Silva     | BRA Brasil                   | 21.27 | Q     |
| 3       | 1            | Félix Stevens        | CUB Cuba                     | 21.30 | Q     |
| 4       | 1            | Lindel Hodge         | IVB Ilhas Virgens Britânicas | 22.53 | Q     |
| 1       | 2            | Robson da Silva      | BRA Brasil                   | 20.79 | Q     |
| 2       | 2            | Wallace Spearmon Sr. | USA Estados Unidos           | 20.89 | Q     |
| 3       | 2            | John Mair            | JAM Jamaica                  | 21.08 | Q     |
| 4       | 2            | Edgardo Guilbe       | PUR Porto Rico               | 21.10 | Q     |
| 1       | 3            | Clive Wright         | JAM Jamaica                  | 21.02 | Q     |
| 2       | 3            | Leandro Peñalver     | CUB Cuba                     | 21.12 | Q     |
| 3       | 3            | Neville Hodge        | ISV Ilhas Virgens Americanas | 21.27 | Q     |
| 4       | 3            | Dazel Jules          | TRI Trinidad e Tobago        | 21.39 | Q     |

### Semifinais
| Posição | Eliminatória | Nome                 | Nacionalidade      | Tempo | Notas |
| ------- | ------------ | -------------------- | ------------------ | ----- | ----- |
| 1       | 1            | Floyd Heard          | USA Estados Unidos | 20.72 | Q     |
| 2       | 1            | Wallace Spearmon Sr. | USA Estados Unidos | 20.89 | Q     |
| 3       | 1            | Leandro Peñalver     | CUB Cuba           | 20.96 | Q     |
| 4       | 1            | Félix Stevens        | CUB Cuba           | 21.22 | Q     |
| 1       | 2            | Robson da Silva      | BRA Brasil         | 20.59 | Q     |
| 2       | 2            | Arnaldo da Silva     | BRA Brasil         | 20.71 | Q     |
| 3       | 2            | Clive Wright         | JAM Jamaica        | 20.81 | Q     |
| 4       | 2            | John Mair            | JAM Jamaica        | 21.01 | Q     |

### Final
Vento: +1.3 m/s
| Posição           | Raia | Nome                 | Nacionalidade      | Tempo | Notas |
| ----------------- | ---- | -------------------- | ------------------ | ----- | ----- |
| Medalha de ouro   | 4    | Floyd Heard          | USA Estados Unidos | 20.25 |       |
| Medalha de prata  | 5    | Robson da Silva      | BRA Brasil         | 20.49 |       |
| Medalha de bronze | 7    | Wallace Spearmon Sr. | USA Estados Unidos | 20.53 |       |
| 4                 | 1    | Leandro Peñalver     | CUB Cuba           | 20.73 |       |
| 5                 | 6    | Clive Wright         | JAM Jamaica        | 20.73 |       |
| 6                 | 3    | Arnaldo da Silva     | BRA Brasil         | 20.81 |       |
| 7                 | 8    | Félix Stevens        | CUB Cuba           | 21.11 |       |
| 8                 | 2    | John Mair            | JAM Jamaica        | 21.22 |       |